# Josef Döller
Josef Döller; Pseudonym: Josef M. Doeller (* 4. Dezember 1954 in Großau/Gemeinde Raabs an der Thaya) ist ein österreichischer Kirchenmusiker, Domkapellmeister in Graz und Musikpädagoge.

## Werdegang
Döller war Sängerknabe im Stift Altenburg, wo er erste Chorerfahrungen sammelte, ehe er das Studium der Kirchenmusik und Musikerziehung an der Universität für Musik und darstellende Kunst Wien begann. Seine Lehrer waren Michael Radulescu (Orgel), Hans Gillesberger und Erwin Ortner (Chorleitung) sowie Josef Mertin (Aufführungspraxis).
Er sang im Arnold Schoenberg Chor und war von 1979 bis 1983 Kapellmeister bei den Wiener Sängerknaben, mit denen er Konzerttourneen in Europa und nach Nordamerika, Ostasien und Australien unternahm. In dieser Funktion studierte er den Knabenchor für die Liturgie in der Wiener Hofburgkapelle, für Kantaten-Konzerte unter Nikolaus Harnoncourt und verschiedener Knabenpartien der Opernliteratur für die Wiener Staatsoper und die Volksoper Wien ein.
Von 1980 bis 1984 arbeitete Döller als Vikariatskantor für das Vikariat Unter dem Wienerwald der Erzdiözese Wien und war Chorleiter und Organist am Dom von Wiener Neustadt.
Josef Döller leitet seit 1984 die Grazer Dommusik, unterrichtet Chor- und Orchesterdirigieren sowie Kirchenmusik als Universitätsdozent am Institut für Kirchenmusik und Orgel an der Universität für Musik und darstellende Kunst Graz und hält Referate bei Werkwochen und Chorseminaren. Als Dirigent gastierte er im In- und Ausland, wie etwa in Minsk, Manila, Rom und Zagreb und wirkte bei Rundfunk-, Fernseh- und CD-Aufnahmen mit.
2003 regte Döller im Rahmen des Kulturhauptstadtjahres Graz den Kompositionsauftrag für Chor und Orchester der Gesellschaft der Domchorfreunde an Michael Radulescu „Leiden und Tod Unseres Herrn Und Heilands Jesus Christus“ an und leitete die Uraufführung.
Seit 2009 ist Josef Döller Präsident der Pueri Cantores Austriae.

## Ehrungen und Auszeichnungen
- 2002: Josef Krainer-Heimatpreis
- 2015: Verleihung des Titels „Univ.-Prof.“
- 2018: Ritter des Päpstlichen Silvesterordens[4]
- 2023: Goldenes Ehrenzeichen des Landes Steiermark[5]